# Harry Gold
Pour les articles homonymes, voir Gold.
Harry Gold, né le 11 décembre 1910 à Berne (Suisse) et mort le 28 août 1972 à Philadelphie (Pennsylvanie), est un chimiste de laboratoire et espion américain qui a travaillé pour un certain nombre de cercles d'espionnage soviétiques opérant aux États-Unis pendant le projet Manhattan.